# مايك بون
مايك بون (بالإنجليزية: Mike Bohn)‏ هو لاعب كرة قاعدة أمريكي، ولد في 16 نوفمبر 1960 في هينديل في الولايات المتحدة.